# New Glacier
Der New Glacier (englisch Neuer Gletscher) ist ein kleiner Gletscher an der Scott-Küste des ostantarktischen Viktorialands. Er fließt von einem niedrigen und vereisten Plateau auf der Südseite des Mackay-Gletschers in ostnordöstlicher Richtung und mündet unmittelbar nördlich des Mount England in den südwestlichen Ausläufer des Granite Harbor.
Der australische Geologe Thomas Griffith Taylor (1880–1963), Teilnehmer an der Terra-Nova-Expedition (1910–1913) des britischen Polarforschers Robert Falcon Scott, kartierte und benannte ihn. Namensgebend war der Umstand, dass Taylor ihn nach Umrundung eines Kliffs entdeckte, wo er keinen solchen erwartet hatte.